# الهرم الأسود
بنى الملك امنمحات الثالث الهرم الأسود خلال عصر الدولة الوسطى في مصر (2040-1640 قبل الميلاد). هو واحد من الأهرامات الخمسة المتبقية من الأهرامات العشر الأصلية في دهشور في مصر. اسمه في الأصل هو أمنمحات الأقوياء، وحصل هذا الهرم على اسم الهرم الأسود للظلام الذي يسوده، وتدهور مظهر كأنه كومة ركام. الهرم الأسود كان أول من المنزل على حد سواء الفرعون المتوفى وملكات. جاك جان ماري دي مورغان، على البعثة الفرنسية، وبدأت أعمال الحفر في بناء الأهرامات في دهشور عام 1892. ومعهد الآثار الألماني في القاهرة أنجزت أعمال الحفر في عام 1983.

## الهيكل
كان الهرم في الأصل نحو 75 مترا في الارتفاع مع قاعدة 105 مترا، وانحدر من 57 درجة. مثل مثله جميع الأهرام من المملكة الوسطى، والهرم الأسود، والمغطى في الحجر الجيري، ومصنوع من الطوب اللبن والطين بدلا من الحجر. على أرض الواقع على مستوى الهياكل تتكون من فتح مدخل إلى باحة المسجد والمعبد الجنائزي، وتحيط بها الجدران. هناك مجموعتان من الجدران ؛ بينهما، وهناك عشرة قبور رمح، والتي هي نوع من دفن تشكيل هيكل صلب من المقابر الصخرية الطبيعية. وهريم، والتي تعتبر نقطة الانطلاق للهرم، كان مغطى النقوش والرموز الدينية. بعض هؤلاء كانوا خارج خدش، كبار الباحثين لاختتام هريم لم تستخدم أبدا أو أنه جرى تشويه خلال حكم اخناتون.
تحت مستوى الأرض في بنية الجوفية إرساء شبكة من الممرات المعقدة. الملك الباب لا يزال سليمة في معظمها مع جرة التابوت والأحشاء، ولكن الملك لم يدفن هنا. مقطع لملكات تعرضت للاقتحام ونهب. هناك أربع غرف الدفن الأخرى في هيكل الجوفية ؛ الذين كانوا ينتمون إليها، ومع ذلك، لا يزال مجهولا. اثنان يعتقد انهم ينتمون إلى الملك أمنمحات الرابع والملك

## مشاكل هيكلية
الهرم الأسود، مع كل ما الممرات الكبرى، وكان العديد من العجز الهيكلي. وكان الهرم يبنى في واحدة من المناطق أدنى من مصر، وفقط 10 مترا فوق مستوى سطح البحر. هناك عدد لا يحصى ممرات وغرف تحت الأرض، وليس هناك ما يكفي مخففات الضغط لاجراء ما يصل إلى الحدود القصوى. هذا الهرم ليس قوي جدا، لأنها بنيت من الطوب اللبن بدلا من الحجر التقليدية. الارتفاع المنخفض، والممرات، ومواد البناء غير مستقر يسمح للمياه الجوفية من مياه نهر النيل التي تتسرب إلى الجدران، مما تسبب في الهرم بأكمله لتغوص في الأرض والكراك. هذا مظهر المتداعية، ولكن غير جذاب، أعطى الهرم اسمه وشهرته